# Istorija srpske mode
Tekstovi koji su ovde dostupni, odnose se na modu u Srbiji i to istorijski i savremeni aspekt. Fokus je na građanskom kostimu kroz istoriju i na samom početku modne scene kod nas, od 50-ih godina XX veka i analizi tadašnjih modnih kreatora poput Aleksandra Joksimovića, Mirjane Marić kao i nekolicine njihovih prethodnika koji su obeležili modnu scenu Srbije. U ovom potpoglavlju objašnjen je istorijski aspekt srpske mode kao i njeno neminovno poređenje sa zapadnim trendovima koji su tada vladali. Pomenućemo i savremenu modnu scenu što podrazumeva analizu savremenih modnih kreatora i njihovog stvaralaštva i kao posebnu kategoriju modne manifestacije u Srbiji. Takođe analiziraćemo institucije u Srbiji koje se bave modom.

## Istorija srpske mode
Krajem XIX i početkom XX veka, po ugledu na Pariz kao svetski modni centar, u Srbiji su nikli brojni „ mode saloni“.
Dok su na početku XX veka saloni Morica Gelera, Sofije Švarc ili Berte Štajner-Alkalaj kopirali gotove modele pariskih i bečkih dizajnera ili šili toalete prema publikovanim krojevima, dodvoravajući se ukusima zahtevne klijentele iz redova buržoazije u međuratnom Beogradu, pored zadržavanja stare prakse kopiranja i interpretacije neke vlasnice modnih salona odvažile su se i na samostalne kreacije. Tako je Lenka Lam Majer (osnovala salon oko 1927), koju su savremenici poredili sa Pol Poareom i madam Paken i pored izrade kopija modnih kuća Vorta i Ženi i sama kreirala. Dakle, podražanje zapadnoevropskog modnog sistema označilo je i pojavu prvih personalizovanih modnih dizajnera na balkanskim prostorima. Javnost je slavila damske krojače kao vrhunske umetnike i dignitet iskristalisane profesije modnih dizajnera bio je osiguran. Rebeka Jakovljević Amodaj, vlasnica salona „zahvaljujući svom talentu da krojem i detaljem istakne najlepše na stasu i naglasi ličnu psihologiju mušterije“ bila je smatrana za „vrhunskog umetnika, vrhunskog za Evropu, modnog kreatora najvišeg stila“.
Uporedo sa otvaranjem damskih modnih salona, u tadašnjoj Jugoslaviji razvijala se i industrijska konfekcija. Tako su beogradske trgovačke radnje Eškanazija i Hercoga (Kod vrednog radnika) i Talvija i Mandilovića (Srpski salon, osnovan 1903) prodavale konfekciju domaće izrade. Varaždinska tvornica za izradu tkanina i gotovih odela „Tivar“ ili tvornica rublja i odela i trgovinski dom Stemecki iz Celja, primeri su razvoja ready to wear industrije na prostoru bivše Jugoslavije. Ipak, uvoz konfekcijske robe iz Austrije, Nemačke, Francuske i Ujedinjenog Kraljevstva bio je najznačajniji izvor za potrošnju modnih artikala po nižim cenama.
Završetak drugog svetskog rata doneo je promenu u jugoslovenskom ekonomskom i političkom sistemu. Sveobuhvatne promene kojima su bili izloženi država i društvo imale su odraza i na modni sistem. Novouspostavljeni socijalistički režim odbio je zapadnu modu, a sam termin moda, sledeći ranu boljševičku ideologiju, zamenio terminom ukus. Ukidanje mode značilo je i „progonstvo“ personalizovanih modnih dizajnera, čije su lične vizije stvarale prepoznatljive proizvode na pretrpanom tržištu. Novoproklamovana funkcionalna, jednostavna i besklasna odeća imala je zadatak da udovolji novim krojačkim zahtevima radne žene.
List Duga iz 1950. otkriva nam ko su tehnička lica zadužena za realizaciju novih odevnih kodova. Kada je u jesen održana Revija savremenog odevanja, opšta ocena je bila da „naši majstori krojači imaju smisla za lepo, a skromno“. Nova politika stila svela je predratne „modne kreatore“ i „vrhunske umetnike“ na puke zanatlije.
U izmenjenim uslovima predratni modni saloni bili su prinuđeni da diskretno praktikuju svoju modnu produkciju. Žuži Jelinek, zagrebačka dizajnerka i vlasnica modnog salona, pokušala je 1959.da osnuje modnu kuću u Njujorku, ali u tome nije uspela i pored svesrdne podrške američke strane, jer sa ograničenim brojem radnika nije mogla da proizvede dovoljnu količinu odeće za američko tržište. Kada se period teške industrijalizacije priveo kraju, od sredine 1950-ih, Jugoslavija je za važan privredni cilj postvila razvitak tekstilne indu8strije , osobito konfekcijske proizvodnje. Međutim, domaća konfekcija na početku svoga razvoja bila je suočena sa brojnim problemima , od kojih su najveći bili loši krojevi i dizajn i odsustvo zastupljenosti svih veličina , odnosno neutvrđeni JUS. Najdrastičniji primer lošeg dizajna bila je „ istraživačka inovacija“ zemunskog preduzeća „ Ivan Milutinović“, koje je tržištu ponudilo muška odela od cica. S obzirom na navedene nedostatke domaće industrije, najveći procenat Jugoslovena odevne predmete šio je kod krojača ili u domaćoj radinosti, ali su isto tako upražnjavali i alternativne potrošačke prakse, kao što je snabdevanje na crnom tržištu, u komisionima i od početka 1960 ih na turističkim turama.
Šezdesete godine prošlog veka donele su korenite promene u jugoslovenskom modnom sistemu. Transformaciju modne proizvodnje uzrokovali su brojni faktori, od kojih su najznačajniji : privredna reforma , šoping turizam i otvorenost zemlje prema Zapadu, uspon socijalističke srednje klase, aspiracije prema potrošačkoj kulturi prouzrokovane porastom ličnih dohodaka , ali i podražavanjem zapadnih potrošačkih navika i naposletku , direktni bojkot nemodernih i neestetizovanih proizvoda od strane socijalističkog potrošača. Novu estetizaciju modne produkcije omogućio je povratak nekada nepoželjnih modnih poslenika- modnih dizajnera.
Privredna reforma proglašena jula 1965. otvorila je puteve racionalnijeg poslovanja. Šoping turizam bio je možda najbolji način upućivanja u sezonske hirove zapadne modne produkcije. Od kada je liberalizovan vizni režim sa zemljama Zapadne Evrope , broj Jugoslovena koji je putovao u inostranstvo, rapidno se povećavao. Najčešće odredište svih Jugoslovena bio je Trst.
Moderni Jugoslovenski potrošači, pripadnici socijalističke srednje klase bili su razočarani proizvodima tadašnje jugoslovenske modne industrije. Posledica tog nezadovoljstva bili su puni lageri. Pošto su jugoslovenski potrošači bili obeshrabreni izborom modnih artikala u socijalističkim prodavnicama , modna produkcija društvenih preduzeća postala je predmet javne rasprave da bi se poboljšao kvalitet i dizajn odeće. Beogradski list Bazar pokrenuo je u januaru 1967. godine seriju „suđenja“ domaćoj robi široke potrošnje.među kojom su se našli i modni artikli kao npr. modni detalji, donje rublje , šminka i konfekcijska roba. Optužnicu protiv domaćih proizvoda zastupale su uglavnom žene, pripadnice profesionalnih elita kao predstavnie socijalističke srednje klase ( Balerina Lidija Pilipenko, arhitekta Božana Pekić, filmska scenaristkinja Ana Marija Car, slikarka i kostimograf Jagoda Buić i dr, ali i nezaposlene pripadnice lepšeg pola poput domaćice Dunje Vandekar. Prevashodno prisutvo žena u demokratskoj raspravi o odevanju demonstriralo je rodnu zainteresovanost žena za modu i istovremenu isključenost muškaraca iz ove sfere. „Optuženi“ su bili predstavnici proizvodnih pogona i distributivnih lanaca ( predstavnici „Centrotekstila“, „Koštane“, „Mode“, „Kluza, „ Beka“, „Jasmina“ i dr.
Ova javna diskusija, veoma oštra po proizvođače , iznedrila je osnovne probleme naše modne industrije. Osnovne primedbe jugoslovenskoj modnoj industriji , proizašle iz Bazarovih suđenja bile su pre svih , loš dizajn i kvalitet odeće.
U skladu sa društvenim zahtevima za novom dizajnerskom industrijom ukusa, list Bazar pokrenuo je naredne godine akciju pod nazivom „ Stil Bazar“ čiji je osnovni cilj definisan kao saradnja modnog lista i proizvođača da bi se na tržištu pojavili lepi i prihvatljivi modeli. „Maniju“za estetizovanim proizvodima trebalo je zadovoljiti.
Ova akcija inaugurisala je Aleksandra Joksimovića u glavnog propagatora novog dizajna. U „Stilu Bazar“predstavljena je Joksimovićeva kolekcija ogrtača za plažu od frotira, kao i njegova kolekcija tašni, pojaseva i rukavica za preduzeće „29.novembar“. Kolekcija kožne galanterije bila je otkupljena odmah po prikazivanju, te je štampa nastavila glorifikaciju odnos umetnik-industrija.
Iste 1968.godine u skladu sa novom kulturnom politikom koja je uzdizala umetnika kreatora , beogradski međunarodni sajam „Moda u svetu“, ustanovio je je nagradu „Zlatni paun“ Ovu nagradu dizajnerima su dodeljivali modni novinari za iskazanu kreativnost u celokupnim kolekcijama. Gotovo čitavu deceniju bila je namenjena isključivo Aleksandru Joksimoviću kao neprikosnovenom lideru novog jugoslovenskog dizajna. On postaje autentična zvezda; njegove kolekcije se nestrpljivo iščekuju i bude veliku radoznalost. Reprizno prikazivanje revija Joksimovićevih modela bilo je gotovo redovna pojava; one su bile centralni događaji u okviru priređivanih muzičkih spektakala. Poznati beogradski maneken Đorđe Pavlov, poznatiji pod nadimkom „ Kortina“bio je angažovan sa svojih 19 godina. 1969.godine kod Aleksandra Joksimovića i potvrđuje da je Aleksandar Joksimović bio izuzetan profesionalac u svom poslu i da je muzika koja je pratila revije bila uživo. U „klubu poznatih“ uz popularne uz popularne glumačke i muzičke zvezde, rame uz rame stajao je i Aleksandar Joksimović. Modni dizajner kao promoter nove estetike isplivao je iz bezimenosti, postao je neizbežan i konačno dobio javno priznanje. Javna afirmacija bila je formalizovana kada je oktobra 1969. Joksimoviću uručena spomen plaketa Skupštine grada za posleratni doprinos razvoju Beograda povodom proslave 25-ogodišnjice oslobođenja Beograda.
Dizajn koji je ponudio Joksimović, poricao je modnu marginalnost balkanskih prostora i značio uspostavljanje novih stilskih kodova u jugoslovenskoj modi. Njegov uspeh ležao je u svojstvenoj mu sposobnosti da poput svojih slavnih prethodnika Čarlsa Vorta ili Pola Poarea, čita implikacije kulturnih i stilskih promena i inkorporira ih u karakterističnu personalnu viziju. Uvažavanje lokalnog i globalnog u modnom obrascu uz neizrecivu rafiniranost postaće njegovi zaštitni znakovi. Iza prvog personalizovanog dizajnera u socijalističkoj Jugoslaviji, uskoro su se pojavili i drugi , obe žene: Dobrila Vasiljević Smiljanić, dizajnerka ručne trikotaže iz Sirogojna i Mirjana Marić, kreatorka „Jugoeksporta“.
Domaća štampa je Aleksandra Joksimovića nazivala „Jugoslovenskim Diorom, „ambasadorom naše mode, „kreatorom kome kod nas nema ravnog“, „ kraljem makaza“, „ modnim poglavarom, i raznim drugim imenima, da bi ga 2003. naposletku, kada je već uveliko bio u penziji , novinar Milan Mitič krunisao za kralja jugoslovenske mode za sva vremena . Dok ga je američka javnost poredila sa Iv Sen Loranom, za Francuze je bio jugoslovenski Karden.
Aleksandar Joksimović, rođen je 29.juna 1933.godine u Prištini u trgovačkoj porodici. Joksimovićev otac Lazar sa majkom Borkom imao je sedmoro dece od kojih je Aleksandar bio četvrto. Originalnim kreacijama inspirisanim Vizantijom i srpskim srednjovekovnim slikarstvom očarao je ceo svet , živi mirnim penzionerskim životom , razmenjuje štampu sa komšijama, druži se sa prijateljima i uživa u svom hobiju- sakupljanju ukrasa i posuđa od porcelana. Njegov značaj u istoriji mode druge polovine XX veka prevazilazi lokalne okvire. Jedan je od retkih kreatora koji su odbili da rade za modnu kuću Dior. Osim što je pomalo arogantnim modnim prestonicama pokazao svu snagu svog talenta i da se trendovi prate i istočno od Trsta i Beča, naterao je jugoslovenke da otkriju kolena i ramena. Njegove modele nosile su slavne ličnosti poput japanske princeze, supruga Pitera Justinova i Kloda Leuša, Jovanke Broz. Iako je u modi imao još mnogo toga da ponudi početkom devedesetih se povukao iz javnosti. Danas nema direktan kontakt sa modnom industrijom ali se uvek obraduje kad vidi lep odevni komad. Njegova matična kuća u kojoj je godinama bio zaposlen i sa kojom je obišao svet , bila je Centrotekstil. Kako je i sam jednom rekao , Milica Babić je bila ta koja je primetila njegov talenat i od koje je naučio sve što zna o kostimografiji. U to vreme kada je jugoslovenska modna industrija krenula da se modifikuje, počeo je i Joksimović da proučava naš folklor, da posećuje muzeje, manastire, proučava freske i literaturu. Inspiraciju je pronalazio u Vizantiji i srpskom srednjovekovnom slikarstvu. Mnogi veruju da mu je upravo ova okrenutost tradiciji donela svetsku slavu i priznanje. Postao je zvezda čije su se kolekcije nestrpljivo iščekivale i bile centralni događaj mnogih muzičkih spektakala , a revije redovno reprizirale.
U Centrotekstilu Joksimović je nastavio da neguje nacionalni stil u kreaciji savremene odeće. Sezona proleće/ leto 1966.donela je njegovu reinterpretaciju geometrizovanog op-arta , raširenog u zapadnoj modi sredinom 1960 ih . Joksimovićeva kolekcija op-art haljina mini dužine, oplemenjena adaptiranim tradicionalnim vezom gajtanima bila je svojstven prigovor na globalni minimalistički dizajn lišen ornamentalne gizdavosti Potom su usledile kolekcije grandioznog egzotizma Vitraž i Prokleta Jerina. Da je formiranje grandioznog egzotizma značilo radikalnu promenu modnog koncepta u socijalističkoj Jugoslaviji, svedočili su brojni natpisi u inostranoj i domaćoj štampi. I jedna i druga okarakterisala je novostvorenu grandioznu modu kao varijantu haute couture u uslovima socijalizma. Kada je javnosti prezentovana Joksimovićeva Simonida , glamurozna kolekcija koktel i večernjih haljina nadahnuta srednjovekovnom odećom vizantijskog tipa.
Dana 7. marta 1967.zvanicama iz beogradskog političkog i kulturnog miljea u prigodnom ambijentu „ galerije fresaka“, prikazana je Simonida, prva grandiozna kolekcija oficijelne mode socijalističke Jugoslavije. Joksimovićeva Simonida dobila je ime po srednjovnoj srpskoj kraljici , ženi kralja Milutina Bilo je to prvi put je u posleratnom jugoslovenskom modnom sistemu neka kolekcija dobila ime. Uzori su mu svakako bili Pol Poare i Kristijan Dior.
Reprizno prikazivanje Simonide usledilo je sutradan, 8. marta ns Dan žena, pred znatno širim gledalištem u sali „ Doma sindikata“.Prva grandiozna oficijelna modna produkcija, kao nova atrakcija prikazana je ubrzo i na državnoj televiziji. Premijerno prikazivanje 7. marta odisalo je specifičnom, gotovo sakralnom atmosferom. Uz svetlost sveća , zvuk harfe i stihove Milana Rakića posvećene gračaničkoj fresci u interpretaciji Ljiljane Kontić , predstavljena je kolekcija 30 večernjih i koktel haljina koje su činile Simonidu.
Jovanka Broz kao pokrovitej jugoslovenske modne industrije
Iako je u svojoj garderobi imala i odeću sa potpisima stranih modnih kreatora, Jovanka Broz je preferirala domaću industriju.Uopšte uzevši , od kada je postala supruga predsednika republike pa sve do njegove smrti , prilikom javnih pojavljivanja Jovanka je istupala kao matrona mlade domaće modne industrije

Pokroviteljski odnos prema jugoslovenskoj modi ona je iskazivala na različite načine. Prvi oblik pokroviteljstva bile su njene redovne posete beogradskom sajmu odevanja. Godine 1969. Aleksandar Joksimović imao je čast da joj lično, prilikom njene posete sajmu , prezentuje modele iz kolekcije grandiozne mode Vitraž. 1974. godine Jovanka Broz posetila je Međunarodni sajam odevanja u društvu supruge burmanskog predsednika gospođe Ne Vin. Za supruge predsednika država koji su dolazili koji su dolazili u službenu posetu Jugoslaviji Jovanka je često priređivala revije modela domaće estetizovane konfekcije. Ove prezentacije progresivnog razvoja industrijske mode , odigravale su se najčešće u prostorijama „Jugoeksporta“, privrednog giganta onovremene Jugoslavije. Tako su za suprugu predsednika Prezidijuma Velikog narodnog hurala Mongolske Narodne Republike Anastasiju Cedenbal – Filatovu oktobra 1974, suprugu predsednika Republike Portugalije Mariju Estelu da Kosta Gomes oktobra 1975, dansku princezu Benediktu i princa Riharda novembra 1975, ili suprugu predsednika Republike Francuske Valeri Žiskar d' Esten decembra 1976. bile priređene modne revije „ Jugoeksportovih“modela estetizovane konfekcije u interpretaciji poznate dizajnerke Mirjane Marić.
Nekada se znalo - kada kažeš: "Ona nosi Mirjanu Marić“, jasno je bilo da se radi o osobi od stila. Oblačila je Jovanku Broz, njen rad je poštovao Pjer Karden, a sada Mirjana Marić odlazi u penziju nakon 40 godina rada
Ukoliko spadate u mlađe generacije, pitajte vaše mame da vam kažu ko je Mirjana Marić i šta je njeno ime značilo u modnom svetu bivše Jugoslavije.
Školovanje, nagrade, vlastiti brend... 
Rođena je 1938. u Kraljevu, a od 1948. sa porodicom živi u Beogradu gde je diplomirala na Akademiji primenjenih umetnosti. Postdiplomske studije iz oblasti tekstila i savremenog kostima, završila je na Umetničkoj školi u Mančesteru. Sarađivala je sa najvećim modnim kućama bivše Jugoslavije, sa "Jugoeskportom", "Rudnikom", "Modom". Njen brend "Tri M" i modeli od kože, dobili su brojna domaća i svetska priznanja. Poslednju modnu reviju održala je 1992. godine.
Takođe, do kraja jula 2014. u Etnografskom muzeju  u Beogradu, bila je otvorena izložba "Moda i dizajn", povodom odlaska u penziju, nakon 40 godina rada, modne dizajnerke Mirjane Marić.
"Na izložbi je mogla da se vidi kolekcija od 45 večernjih haljina koje pokazuju način rada Mirjane Marić. Ona je uvek koristila kvalitetne materijale, krojevi njenih modela su vrhunski, ukrasi pažljivo birani. Sve to je rezultat, pre svega, talenta ali i njenog obrazovanja. Posetiocima izložbe, naročito mlađim generacijama, će biti jasno zašto je ona jedan od najznačajnijih dizajnera ovog prostora od sedamdesetih do početka devetesetih godina 20. veka“, rekla nam je na otvaranju izložbe u utorak uveče, Mirjana M. Menković, autor monografije o Mirjani Marić - "De lux pret-a-porte jugoslovenske mode (1970 – 1992)".
Od istog tog materijala je sašivena haljina za Jovanku Broz.
Koga je još, od poznatih ličnosti, oblačila Mirjana Marić?
"Njeno ime se pominjalo u novinskim izveštajima o posetama inostranih diplomata, a Pjer Karden ju je lično pozvao, i to dva puta: 1975. i 1976. da pokaže svoje modele Francuskoj i svetskoj javnosti. Mirjanine kreacije su obišle svet kao sastavni deo sajmova mode i znbačajnijih modnih revija u Londonu, Milanu, Njujorku, Tokiju... a od poznatih ličnosti koje su nosile njene modele, izdvojila bih belgijski kraljevski par i dansku princezu."
Sve te kreacije nastajale su u jednoj maloj sobi koju, takođe, mogle su se videti u Etnografskom muzeju.
"Umetnički fotograf, koji je veoma zaslužan za izradu monografije i postavku izložbe, Mario Bralić, je insistirao na tome da javnosti prikažemo i gde je Mirjana stvarala gotovo 40 godina. Zato smo napravili repliku njenog radnog prostora, koji, verovali ili ne, nije zauzimao više od jednog i po kvadratnog metra."
Kako se postaje modni kreator 
"Modnim kreatorom se, zapravo, ne postaje, nego se čovek rađa sa tom sklonošću ili bez nje. Ja sam, čini mi se, imala nešto talenta, nešto sklonosti i bila sam spremna da i desetak sati dnevno provedem uz svoje krpice."
Mirjanu Marić nismo zatekli u toj sobi, mada kaže da je znala i po deset sati dnevno da sedi i da crta, već kako strpljivo potpisuje monografiju posetiocima izložbe.
Šta će raditi narednih penzionerskih dana?
"Imam neke hobije za koje do sada nisam imala vremena. Pre svega - bašta. Volim da počnem od semena i da pratim kako biljka raste. S obzirom na to da penziju planiram da provodim u Americi kod ćerke, znam da ću imati odlične uslove za to. Znam, takođe, da se više neću baviti dizajnom garderobe. Putovaću", rekla nam je Mirjana Marić, lepa i elegantna i u osmoj deceniji života.
Na otvaranje izložbe je došla u crno-beloj kombinaciji, sa crvenim karminom i osmehom za sve koji su hteli da joj čestitaju i slikaju se sa njom, a bilo ih je puno.
Mi smo za otvaranje odabrali, doduše iz maminog ormana, kožnu suknju kupljenu u čuvenom "Jugoeksportu" na Trgu Republike, devedeset i neke.
Šta Mirjana Marić misli o modi danas i kada se više vodili računa o odevanju - sada u Srbiji ili nekada u Jugoslaviji?
"Ono što primećujuem je da su devojke i žene sada mnogo lepše nego ranije. Takođe, različite su, bez obzira na globalizaciju. Ljudi se oblače u bojama. Kada izađem u grad ja vidim mnogo boja i to mi se dopada jer je to manifestacija našeg unutrašnjeg optimizma. Ranije se uglavnom nosila boja koja je te sezone bila moderna, retko neka druga", rekla nam je Mirjana i dodala da naše žene vole lepo da se oblače, čak i kada nemaju sredstava za to.
Gde se još žene lepo oblače?
"Primetila sam da se u Americi, na primer, jednostavnije oblače. Ta praktičnost je u skladu sa savremenim načinom života i ja to podržavam."
A šta svaka žena treba uvek da ima u ormanu?
"Ono u čemu se lepo oseća, što je ona lično, a ne garderobu koja će je mnogo izmeniti. Danas se dosta nosi džins i to je u redu ako vam pristaje. Kvalitetna bela košulja, dobre džins pantalone i u tome možete i u pozorište."
Beogradski sajam mode, otvoren davne 1953 ,svedočio je o ubrzanom razvoju mode i tekstilne industrije na prostoru bivše Jugoslavije, a medju modnim dizajnerima koji su se tada afirmisali bila je i Mirjana Marić. 
 
Pojava Mirjane Marić na jugoslovenskoj dizajnerskoj i modnoj sceni uporedo sa Aleksandrom Joksimovićem i Dobrilom Smiljanić, odredila je produkciju velikih jugoslovenskih modnih kuća kao što su Centrotrotekstil i Jugoeksport, ali i niza manjih kompanija u unutrašnjosti koje su manufakturno proizvodile detalje za konstrukciju jedne haljine.Medjutim, od cele generacije kreatora,pored brojnih domaćih nagrada jedino je Mirjana Marić dobila francusko priznanje Oskar za modu, i uspela da napravi sopstvenu marku 3M.
 
U sopstvenom radu, Mirajana Marić pridržavala se upotrebe kvalitetnih materijala i smelih kombinacija, u manjim serijama koje su bile dostupne u nekoliko veličina.Od muške mode kreirala je jedino jakne od kože, a priznaje da su joj zbog inovativnosti, hrabrosti i elegancije uzori bili Koko Šanel iz prošlosti i Emanuel Ungaro iz aktuelnije modne produkcije.
Mirjana Marić je otelotvoravala prostor između umetnosti i industrije, brižljivo vodeći računa o vrednosti robne marke koju je stvarala. Ona je balansirala između imperativa očuvanja svoje umetničke osobenosti i potreba tržišta. Njena ciljna grupa bila je socijalistička srednja klasa željna prestižnih estetizovanih proizvoda. Omogućavajući pripadnicima te klase da se razlikuju u masi zahvaljujući mešovitim modnim dodacima, smelim krojevima i upadljivim bojama i dezenima, te tekstilom i kožom vrhunskog kvaliteta, ona je realizovala davnašnje zahteve ovog društvenog sloja za usavršenom proizvodnjom i istančanim detaljima. Gotovo da nije bilo Jugoslovenke srednje klase koja u svom posedu nije imala haljinu, kožnu suknju ili torbicu za šminku sa potpisom Mirjane Marić.
Izložba Mirjana Marić: De luxe prêt-à-porter jugoslovenske mode (1970-1992) i knjiga, njen sastavni deo, postavili su pred Etnografski muzej u Beogradu inovativan zadatak. Iako su ovu muzejsku instituciju i prethodnih godina zapljuskivali talasi emancipacije od strogo tradicionalnih etnografskih tema, autorka izložbe otišla je korak dalje. Posle zatvaranja izložbe, kolekcija koja je rađena namenski biće poklonjena Etnografskom muzeju, čime će ova ustanova postati mesto gde se sreću prošlost i sadašnjost, spajaju tradiocionalni i moderni artefakti i poštuju kulturna memorija i promenljivi identiteti. Nadamo se da će ovaj čin darivanja podstaći i druge na slične poduhvate, što će značajno proširiti zbirku savremene odeće i u budućnosti omogućiti konstruisanje specijalizovanog Muzeja kulture mode.
Docent dr Danijela Velimirović
Odeljenje za etnologiju i antropologiju
Filozofskog fakulteta u Beogradu

## Modne manifestacije
Pored main stream modnih dizajnera u Srbiji koji prave revije na beogradskom fashion weeku, svoje mesto pod sunem dobijaju i mlade nade alternativnog pravca. Projekat BAFE koji je u povoju ima za cilj da okupi što više umetničkih fakulteta i slobodnih umetnika kojima nedostaje prostor za prezentaciju radova i komunikaciju sa publikom. Takođe učestvovanje u projektu je dobrovoljnog tipa na principu volontiranja. U budućnosti će se nastojati da se barem 2x godišnje organizuju događaji umetničkog karaktera, koji će omogućiti praksu velikoj grupi budućih lidera na beogradskoj umetničkoj sceni. Ideja projekta BAFE je da pokrene društvo na razmišljanje o modi na drugačiji način. Rad organizacije je trenutno usmeren na organizovanje modnih revija baziranim na prikazivanju modnog kreatora kao individualnog umetnika sa posebnim akcentom na njegove kreacije, kao svakodnevnu umetnost koja prožima svakog čoveka od onog trenutka kada se obuče.
Brojni modni kreatori su se složili sa idejom i pristali da učestvuju u programu organizacije. Jedan deo programa posvećen je studentima Visoke tekstilne strukovne škole za dizajn, tehnologiju i menadžment u Beogradu. Njih kao dizajnere koji su „još uvek u klupama“, želimo posebno da istaknemo jer su dosadašnjim radom ukazali na veliki potencijal i kreatorske sposobnosti, za koje smo se složili da na modnoj sceni nema dovoljno prilike za prezentovanje. Smatramo da bi ovakav projekat pomogao da se oko njih oformi nova struja u beogradskom krugu ljubitelja mode. Takođe , naše revije će biti povod za okupljanje brojnih studenata fakulteta za medije i komunikacije Singidunum , koji će po prvi put imati priliku da rade na jednom događaju u struci za koju se školuju, kao fotografi, video montažeri, novinari, dizajneri promo materijala, majstori svetla i tona, menadžeri i sl. Svi zajedno , kao ekipa, biće zaduženi da pripreme i realizuju događaj u celini.
Organizaciju BAFE je podržala Srbija u pokretu, nevladina organizacija zadužena za stvaranje jakog i odgovornog civilnog društva, putem motivisanja pojedinaca da aktivno učestvuju u kreiranju promena koje će njihov živopt učiniti kvalitetnijim

Belgrade Alternative Fashion Event je regionalna modna manifestacija čiji je cilj upoznavanje javnosti sa novom generacijom modnih dizajnera. Četvrti BAFE otvorio je Georgione Essi. Kolekcijom Identification u kojoj dominiraju minimalističke forme i tamni tonovi, mladi dizajner poigrao se idejom zamene polova i rodova na nesvakidašnji način.  
“Garderoba koju nosimo ne mora da odražava našu seksualnost, moramo napraviti razliku između roda i pola” naglasio je Georgione. Celokupan prihod od prodaje svoje nove kolekcije on će donirati stanovništvu ugroženom u poplavama.
Diya Shiki (Dijana Nikolić) kreirala je svoje viđenje muškarca u postapokaliptičnom dobu. On ima grubost praistorijskog čoveka koja je naglašena masivnom siluetom i pomalo nezgrapnim hodom a komadi krzna na ramenima samo su pojačali utisak snage i muževnosti. 
Kolekciju Ivone Fodore pod nazivom “Eva” karatkterišu lagani, prirodni materijali (svila, pamuk, lan) u svetlim nijansama. Ivona je koristila tehnike ručnog veza i sito štampe kroz motiv stare poštanske markice koji je prisutan na odevnim predmetima. Kolekcija je inspirisana narodnom nošnjom.